# Parlamentswahl auf den Malediven 2024
Die Parlamentswahl auf den Malediven 2024 war die 12. Parlamentswahl auf den Malediven.

## Wahl
Die Wahlen fanden am 21. April 2024 statt, obwohl sie für den 17. März 2024 geplant waren.
Die Sitzanzahl der Madschlis, der maledivischen Nationalversammlung, wurde zu dieser Wahl von 87 Sitzen auf 93 Sitze verändert.
Am Wahltag kam der Vorwurf auf, es gäbe einen Stimmenkauf und eine unzulässige Einflussnahme.

## Ergebnisse
Die Wahl war ein großer Erfolg für die Partei des maledivischen Präsidenten Mohamed Muizzu, den People’s National Congress (PNC) und brachte eine Niederlage für die Maldivian Democratic Party (MDP).

Sitzeverteilung der Madschlis

| Partei                        | Kürzel | Anzahl Stimmen | Sitze |
| ----------------------------- | ------ | -------------- | ----- |
| People’s National Congress    | PNC    | 101.128        | 66    |
| Maldivian Democratic Party    | MDP    | 65.476         | 12    |
| The Democrats                 | k. A.  | 4.634          | 0     |
| Maldives Development Alliance | MDA    | 4.071          | 2     |
| Jumhooree Party               | JP     | 3.141          | 1     |
| Adaalath Party                | AP     | 2.538          | 0     |
| Maldives National Party       | MNP    | 1.060          | 1     |
| Unabhängige                   | k. A.  | 30.931         | 11    |